# José Rafael Balmaceda
José Rafael del Carmen Balmaceda Fernández (Renca, 23 de agosto de 1850 - Santiago, 7 de agosto de 1911) fue un político y diplomático chileno. Era hermano del Presidente José Manuel Balmaceda.

## Primeros años
Fueron sus padres Manuel José Balmaceda Ballesteros y Encarnación Fernández Salas. Cursó humanidades en el Instituto Nacional y completó sus estudios en Europa, en la Universidad de Bélgica, donde obtuvo, en 1874 el grado de Doctor en Ciencias Políticas y Administrativas.
Se casó con Ana Bello Codesido y tuvieron 7 hijos.

## Vida política
Fue diputado propietario por Angol (1888-1891) -suplente Marcelo Somarriva Undurraga-; además de integrar la Comisión de Gobierno y Relaciones Exteriores.
Tras el triunfo de la revolución que derrocó a su hermano del gobierno, su casa fue saqueada. Desterrado, viajó a Argentina, publicando en Buenos Aires -con el pseudónimo de "Nemo"- un folleto titulado "La revolución y la condenación del Ministerio Vicuña", en el que condenaba los procedimientos de los políticos revolucionarios. Publicó otros folletos: "Páginas de historia" y "La muerte de Balmaceda".
De regreso a Chile, se consagró por entero a la política. Fue miembro del partido Liberal, y luego se dedicó a la reconstrucción del Partido Liberal Democrático y a servir los intereses públicos como parlamentario, como escritor y como ministro de Estado.
Fue Diputado en el Congreso Constituyente de 1891, por Concepción y Talcahuano, continuó en la Comisión de Gobierno y Relaciones Exteriores (1894-1897), diputado por La Serena, Elqui y Coquimbo, integró la Comisión de Educación y Beneficencia; reelecto por el periodo 1897-1900, integró la Comisión de Relaciones Exteriores. Electo senador por Coquimbo (1909-1915) y fue miembro de la Comisión de Gobierno.
Fue también ministro de Justicia e Instrucción Pública (1901-1902); Ministerio del Interior (1905-1905); Ministerio de Relaciones Exteriores (1908-1909).
El 2 de julio de 1902, firmó el Decreto que creó en Recoleta, el Liceo de Niñas N.º 4 que en 1919 fue bautizado con el nombre de Paula Jaraquemada.